# Prison militaire de Ndolo
La prison militaire de Ndolo est un établissement pénitentiaire situé à Kinshasa, la capitale de la république démocratique du Congo (RDC). Destinée principalement aux détenus militaires, elle accueille également des civils impliqués dans des affaires relevant de la justice militaire.

## Historique et fonction
Établie pour incarcérer les militaires condamnés par les juridictions militaires congolaises, la prison de Ndolo joue un rôle crucial dans le système judiciaire de la RDC. Elle est conçue pour assurer la détention des individus reconnus coupables d'infractions militaires ou de crimes graves menaçant la sécurité nationale

## Capacité et conditions de détention
Comme de nombreuses institutions pénitentiaires en RDC, la prison de Ndolo est confrontée à des défis liés à la surpopulation carcérale. En mai 2024, une initiative de désengorgement a permis la libération de plus de 1 700 détenus civils et militaires des prisons centrales de Makala et de Ndolo, dans le but d'améliorer les conditions de détention et de réduire la surpopulation. 

## Améliorations récentes
En novembre 2023, un bloc de cinq cellules de haute sécurité a été inauguré au sein de la prison militaire de Ndolo. Cette initiative vise à renforcer la sécurité et à améliorer les conditions de détention pour les prisonniers considérés comme particulièrement dangereux ou nécessitant une surveillance accrue.

## Cas notables
La prison de Ndolo a accueilli plusieurs détenus de haut profil. En février 2022, trente-huit condamnés ont été libérés suite à une grâce présidentielle, une mesure saluée par des organisations de défense des droits de l'homme.
En septembre 2024, trois citoyens américains ont été condamnés à mort par un tribunal militaire congolais pour leur implication présumée dans une tentative de coup d'État en mai de la même année. Le procès s'est déroulé dans l'enceinte de la prison de Ndolo, soulignant son rôle central dans les affaires judiciaires de grande envergure en RDC .

## Défis et perspectives
Malgré les efforts pour améliorer les infrastructures et les conditions de détention, la prison militaire de Ndolo continue de faire face à des défis significatifs, notamment en matière de surpopulation, de conditions sanitaires et de gestion des détenus. Les autorités congolaises, en collaboration avec des organisations nationales et internationales, poursuivent leurs efforts pour réformer le système pénitentiaire et assurer le respect des droits des détenus.
La prison de Ndolo demeure un élément clé du système judiciaire militaire de la RDC, reflétant à la fois les défis et les efforts en cours pour améliorer le secteur pénitentiaire du pays.